# Giorgio Baglivi
Giorgio Baglivi (n. 8 septembrie 1668 - d. 15 iunie 1707) a fost un medic, anatomist și patolog croat de etnie armeană, supranumit "Hippocrate italian".

## Biografie
S-a născut în orașul actual Dobrovnik, pe atunci numit Raguza. După alți autori, locul nașterii ar fi Ragusa, Sicilia. Numele care l-a purtat la naștere a fost Duro Armeno, ceea ce indica etnia sa armeană. Numele Georgio Baglivi l-a primit la 15 ani, când a fost adoptat de medicul italian Pietro Angelo Baglivi. Astfel, a trăit cea mai mare parte a vieții în Italia.
Studiază medicina avându-i ca profesori pe Antonio Maria Valsalva și Marcello Malpighi, acestuia din urmă fiindu-i asistent (din anul 1691).
În 1695 este numit medic papal (papa Clement al XI-lea), iar un an mai târziu devine profesor de anatomie la Universitatea Sapienza din Roma.
Din 1697 este membru al Royal Society.

## Contribuții
Baglivi combate doctrina iatrochimistă a lui Paracelsus și Jan Baptista van Helmont. Aceștia atribuiau un rol excesiv umorilor lichide din structura organismului. Baglivi consideră că partea solidă are rolul predominant, având proprietăți contractile și fiind animată de forțe vitale. Medicul croat devine astfel întemeietorul școlii "solidiștilor".

### Scrieri
- 1696: De praxi medica ad priscam observandi rationem ravocanda (Rome, 1696; trans. as The Practice of Physick at London, 1704)
- 1700: De fibra motrice
- 1702: Specimen